# Каику
Каику Луиж Сантос да Паификасан (порт.-браз. Caíque Luiz Santos da Purificação более известный, как Каику порт.-браз. Caíque; родился 31 июля 1997 года в Салвадоре, Бразилия) — бразильский футболист, вратарь клуба «Ипиранга».

## Клубная карьера
Каику — воспитанник клуба «Витория» из своего родного города. 13 марта 2016 года в матче Лиги Баияно против «Баии» он дебютировал в составе последнего. 26 июня в поединке против «Понте Прета» Каику дебютировал в бразильской Серии А. В составе команде он дважды выиграл Лигу Баияно.

## Международная карьера
В 2017 года Каику в составе молодёжной сборной Бразилии принял участие в молодёжном чемпионате Южной Америки в Эквадоре. На турнире он сыграл в матчах против команд Чили, Парагвая и дважды Эквадора.

## Достижения
Командные
 «Витория» (Салвадор)
- Победитель Лиги Баияно (2) — 2016, 2017